# لوی
شهرستان لوی (به عربی:  ولایة لوی ) یکی از شهرستانهای استان باطنه شمالی در  منطقهٔ باطنه در کشور پادشاهی عمان است.

## جمعیت
جمعیت آن در حدود ۲۷ هزار نفر می‌باشد.